# Romulus (CDP)
Pour les articles homonymes, voir Romulus (homonymie).
Romulus est une census-designated place du comté de Seneca, dans l'État de New York, aux États-Unis,. En 2020, elle compte une population de 356 habitants.